# Goliath (Gargoyles)
Pour les articles homonymes, voir Goliath.
Goliath est un personnage fictif, ainsi que le personnage principal de Gargoyles, les anges de la nuit, une série télévisée d'animation de Disney,. Sa voix dans la version originale est celle de Keith David. 

## Développement du personnage
Le concept de Gargoyles débute comme une série comique dans le style des Gummi, mais se déroulant à l'époque moderne. Lorsque cette proposition est rejetée, un producteur de Disney, Tad Stones, suggère que la série soit modifiée pour y inclure un chef gargouille tragique, et le concept s'oriente vers l'action, par inspiration de la série animée Batman. Ce personnage principal est Goliath, le reste de la série étant retravaillé autour de lui.   

## Description
Le personnage principal de toute la série, Goliath, est le chef du Clan de Manhattan. C'est un personnage fort et intelligent, doué d'excellentes capacités de combat, d'un sens poussé de la morale et de l'honneur, et d'un tempérament impulsif. Goliath est nommé d'après le géant de la Bible, Goliath, un nom qu'il a reçu avant les débuts des évènements décrits dans la série. 
Durant la série, il vit une romance avec l'officier de police Elisa Maza. 

## Dans d'autres médias et produits dérivés
Goliath est le seul personnage jouable du jeu vidéo Gargoyles de 1995. 
Goliath est celui qui présente le plus de variations (11) dans la gamme de figurines Gargoyles de Kenner. Il existe également des figurines en PVC et en vinyle, produites par Applause parmi de nombreux autres articles. Notamment, les responsables de la série ont travaillé avec l'American Library Association, dans le cadre d'une campagne d'affichage incitant les jeunes à lire (l'affiche Gargoyles montrait Goliath, en chef instruit du clan, perché sur un rebord de bâtiment et serrant un volume de Shakespeare). De nouvelles figurines ont également été produites par Bowen Designs en 2009 , et par Electric Tiki / Sideshow Collectibles en 2011,. 